# 怒濤の達人
『怒濤の達人』（どとうのたつじん）は、嘉門タツオ（旧名・嘉門達夫）8枚目のオリジナル・アルバム。1992年9月9日にビクター音楽産業から発売された。

## 概要
前作「天賦の才能」から9か月振り。オリジナル・アルバム初の2枚組。
「帰ってきた替え唄メドレー④」「鼻から牛乳－第2章－」2枚のシングルを収録。
本作のツアーにて、初の日本武道館単独公演を成功させた。

## 収録曲

### DISC 1 怒濤篇
1. コンニチワ!
作詞：嘉門達夫
2. 幼虫
作詞：佐々木盛高／作曲・編曲：嘉門達夫
3. ワッチャー&ひねりなさい
作詞：嘉門達夫&ヤンタン・ラジゴメオールスターズ／作曲・編曲：工藤隆
4. 哀歌〜エレジー〜
作詞・作曲：嘉門達夫／編曲：工藤隆
5. 寿司屋
作詞：嘉門達夫
6. 関西キッズ
作詞：嘉門達夫／作曲・編曲：工藤隆
7. 学校の先生
作詞：嘉門達夫&ラジゴメオールスターズ／作曲：嘉門達夫／編曲：工藤隆
8. ものまねアワー
作詞：嘉門達夫
9. 会話
作詞：嘉門達夫&ヤンタンオールスターズ
10. ショートソング・メドレー
作詞：嘉門達夫、杉本つよし、堺宗大、高野孝敏／作曲：嘉門達夫、工藤隆／編曲：工藤隆
19枚目のシングルのカップリング曲。
11. 家族の食卓
作詞：嘉門達夫／作曲・編曲：宮川泰

### DISC 2 達人篇
1. 帰ってきた替え唄メドレー④
脚色：嘉門達夫／編曲：新田一郎
18枚目のシングル
2. 映画の窓
  - 1. [V] -学級会-
  - 2. [VI] -アニバーサリー女-
  - 3. [VII] -オロナミンC-

作詞：嘉門達夫、柿添尚弘／作曲・編曲：工藤隆
3. 男の気持ち
作詞・作曲：嘉門達夫／編曲：工藤隆
4. ネタのワンダーランド
作詞：嘉門達夫&ヤンタン・ラジゴメオールスターズ
5. ひとりぼっちのクリスマス
原案：嘉門達夫／編曲：高田弘／コーラスアレンジ：和田弘
後にシングル「デュエット替え歌メドレー」にシングル・ヴァージョンとしてシングルカット。
6. 鼻から牛乳 -第2章-
作詞・作曲：嘉門達夫／編曲：工藤隆
19枚目のシングル
7. コンサート
作詞：嘉門達夫／作曲：嘉門達夫、工藤隆／編曲：工藤隆
8. パリの西村
作詞：嘉門達夫